# Crossac
Crossac est une commune de l'Ouest de la France, située dans le département de la Loire-Atlantique, en région Pays de la Loire, elle fait également partie du Parc Naturel Régional de Brière.

## Géographie

### Situation

Situation de la commune de Crossac dans le département de la Loire-Atlantique.

Crossac est située sur les derniers contreforts du sillon de Bretagne et en bordure de la Brière, à 7 km à l'ouest de Pontchâteau et 15 km au nord-est de Saint-Nazaire.
Crossac se trouve au croisement de deux axes : Donges – la Roche-Bernard et Saint-Joachim – Pontchâteau.
Sa superficie est de 25,85 km2 (2 585 ha), dont 1/3 de marais.
|                       | Sainte-Reine-de-Bretagne |             |
| Saint-Joachim         | Crossac                  | Pontchâteau |
| Saint-Malo-de-Guersac | Donges                   | Besné       |

### Climat
Pour des articles plus généraux, voir Climat des Pays de la Loire et Climat de la Loire-Atlantique.
En 2010, le climat de la commune est de type climat méditerranéen altéré, selon une étude du CNRS s'appuyant sur une série de données couvrant la période 1971-2000. En 2020, Météo-France publie une typologie des climats de la France métropolitaine dans laquelle la commune est exposée à un climat océanique et est dans la région climatique  Bretagne orientale et méridionale, Pays nantais, Vendée, caractérisée par une faible pluviométrie en été et une bonne insolation. 
Pour la période 1971-2000, la température annuelle moyenne est de 12,2 °C, avec une amplitude thermique annuelle de 12,6 °C. Le cumul annuel moyen de précipitations est de 772 mm, avec 12,8 jours de précipitations en janvier et 5,8 jours en juillet. Pour la période 1991-2020, la température moyenne annuelle observée sur la station météorologique de Météo-France la plus proche, « Saint-Nazaire-Montoir », sur la commune de Montoir-de-Bretagne à 9 km à vol d'oiseau, est de 12,6 °C et le cumul annuel moyen de précipitations est de 792,0 mm,. Pour l'avenir, les paramètres climatiques de la commune estimés pour 2050 selon différents scénarios d'émission de gaz à effet de serre sont consultables sur un site dédié publié par Météo-France en novembre 2022.

## Urbanisme

### Typologie
Au 1er janvier 2024, Crossac est catégorisée commune rurale à habitat dispersé, selon la nouvelle grille communale de densité à sept niveaux définie par l'Insee en 2022.
Elle est située hors unité urbaine. Par ailleurs la commune fait partie de l'aire d'attraction de Saint-Nazaire, dont elle est une commune de la couronne,. Cette aire, qui regroupe 24 communes, est catégorisée dans les aires de 200 000 à moins de 700 000 habitants,.

### Occupation des sols
Le tableau ci-dessous présente l'occupation des sols de la commune en 2018, telle qu'elle ressort de la base de données européenne d’occupation biophysique des sols Corine Land Cover (CLC).
| Type d’occupation                                                                   | Pourcentage | Superficie (en hectares) |
| ----------------------------------------------------------------------------------- | ----------- | ------------------------ |
| Tissu urbain discontinu                                                             | 9,5 %       | 245                      |
| Terres arables hors périmètres d'irrigation                                         | 9,4 %       | 242                      |
| Prairies et autres surfaces toujours en herbe                                       | 33,7 %      | 871                      |
| Systèmes culturaux et parcellaires complexes                                        | 20,6 %      | 530                      |
| Surfaces essentiellement agricoles interrompues par des espaces naturels importants | 5,3 %       | 137                      |
| Forêts de feuillus                                                                  | 1,2 %       | 30                       |
| Marais intérieurs                                                                   | 20,4 %      | 526                      |
| Source : Corine Land Cover                                                          |             |                          |

## Toponymie
Le nom de la localité est attesté sous les formes Croazac en 1095,; Croachac en 1099; Chroachac en 1104; Croysiac, Croyssac (pouillé de Tours) en 1287; Croaczac en 1542; Croissac en 1630; Crossac en 1780 et en 1843.
Il s'agit d'une formation toponymique gauloise ou gallo-romaine en -(i)acum, suffixe d'origine gauloise, localisant à l'origine, puis signifiant la « propriété de ». Il a été influencé par le breton, d'où la terminaison -ac, alors que l'on attend -y, -ay, -ey ou -é dans les régions de langue d'oïl. Le premier élément Cross- représente sans doute un anthroponyme selon le cas général. Peut-être faut-il y reconnaître le nom de personne gaulois *Crossus (non attesté, postulé par Crossilius bien attesté). Homonymie avec Crocy, Croissy, etc.
Michel Roblin a depuis démontré que les noms en -acum pouvaient être dérivés à partir d'un appellatif gallo-roman d'origine latine (ou autre). Dans ce cas, il est possible de reconnaître le gallo-roman CRUCI- « croix » (latin classique crux, crucis), influencé par le breton kroaz « croix », comme semble l'indiquer les formes les plus anciennes et les plus locales. En outre, une évolution romane aurait dû donner plus régulièrement (sans tenir compte de la terminaison) Croiss- ou Crossi- (cf. ci-dessus).
Crossac possède un nom en gallo, la langue d'oïl locale, écrit Croça selon les écritures ABCD et MOGA ou Croczac selon l'écriture ELG. Deux prononciations gallèses ont été relevées : [krɔ.sa] et [krɔ.sɑ̈] ,,.
La forme moderne en breton est Kroazieg depuis la fin du XXe siècle.

## Histoire

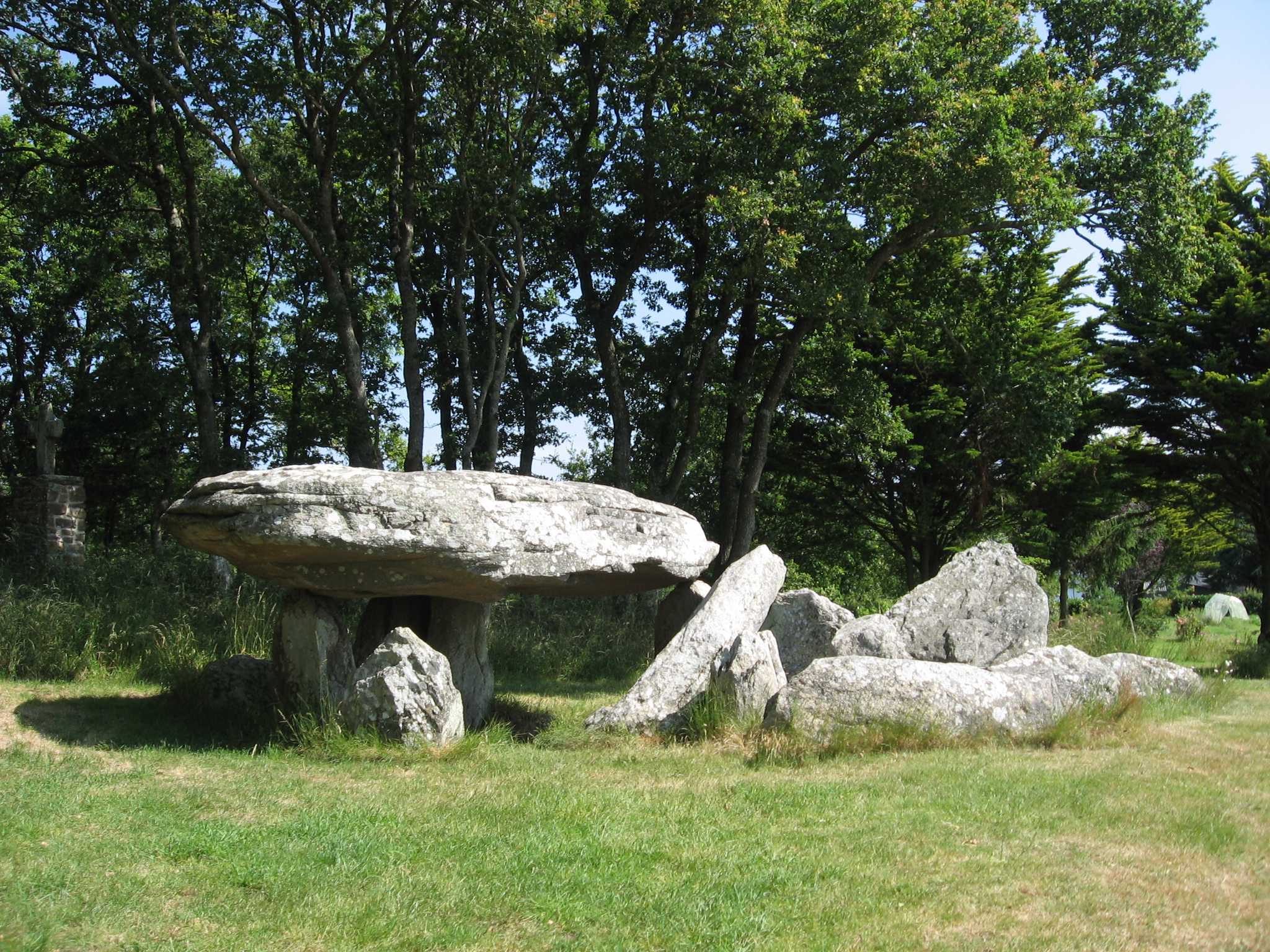
Dolmen de la Barbière à Crossac.

Crossac a été habitée dès la préhistoire. Des traces de l’époque néolithique subsistent encore aujourd’hui éparpillées sur le territoire de la commune (dolmens, menhirs).
Les « Romains » ont également marqué leur présence en nous laissant quelques objets (briques, épées, fibules, etc.).
À l'époque féodale, Crossac dépendait de la vicomté de Donges. La paroisse fut fondée par le prieuré d'Er au XIe siècle.
Deux forteresses importantes existaient déjà : le château de l'Angle et le château de Lorieux, qui furent rasés après les guerres de religion vers 1685. Il ne reste aujourd'hui que quelques pans de murs et un amas de pierres entouré de douves.
La Révolution a laissé aussi quelques empreintes dans l'histoire locale[évasif].

## Population et société

### Démographie
Selon le classement établi par l'Insee, Crossac fait partie de l'aire urbaine et de la zone d'emploi de Saint-Nazaire et du bassin de vie de Pontchâteau. Elle n'est intégrée dans aucune unité urbaine. Toujours selon l'Insee, en 2010, la répartition de la population sur le territoire de la commune était considérée comme « peu dense » : 98 % des habitants résidaient dans des zones « peu denses » et 2 % dans des zones « très peu denses ».

#### Évolution démographique
L'évolution du nombre d'habitants est connue à travers les recensements de la population effectués dans la commune depuis 1793. Pour les communes de moins de 10 000 habitants, une enquête de recensement portant sur toute la population est réalisée tous les cinq ans, les populations de référence des années intermédiaires étant quant à elles estimées par interpolation ou extrapolation. Pour la commune, le premier recensement exhaustif entrant dans le cadre du nouveau dispositif a été réalisé en 2007.

En 2022, la commune comptait 2 985 habitants, en évolution de +2,02 % par rapport à 2016 (Loire-Atlantique : +6,68 %, France hors Mayotte : +2,11 %).
| 1793  | 1800  | 1806  | 1821  | 1831  | 1836  | 1841  | 1846  | 1851  |
| ----- | ----- | ----- | ----- | ----- | ----- | ----- | ----- | ----- |
| 1 263 | 1 029 | 1 237 | 1 379 | 1 400 | 1 434 | 1 408 | 1 582 | 1 559 |

| 1856  | 1861  | 1866  | 1872  | 1876  | 1881  | 1886  | 1891  | 1896  |
| ----- | ----- | ----- | ----- | ----- | ----- | ----- | ----- | ----- |
| 1 590 | 1 617 | 1 608 | 1 591 | 1 615 | 1 632 | 1 685 | 1 669 | 1 691 |

| 1901  | 1906  | 1911  | 1921  | 1926  | 1931  | 1936  | 1946  | 1954  |
| ----- | ----- | ----- | ----- | ----- | ----- | ----- | ----- | ----- |
| 1 710 | 1 693 | 1 653 | 1 519 | 1 492 | 1 421 | 1 392 | 1 501 | 1 472 |

| 1962  | 1968  | 1975  | 1982  | 1990  | 1999  | 2006  | 2007  | 2012  |
| ----- | ----- | ----- | ----- | ----- | ----- | ----- | ----- | ----- |
| 1 517 | 1 558 | 1 658 | 2 067 | 2 277 | 2 145 | 2 526 | 2 579 | 2 808 |

| 2017  | 2022  | - | - | - | - | - | - | - |
| ----- | ----- | - | - | - | - | - | - | - |
| 2 952 | 2 985 | - | - | - | - | - | - | - |

#### Pyramide des âges
La population de la commune est relativement jeune.
En 2018, le taux de personnes d'un âge inférieur à 30 ans s'élève à 37,5 %, soit au-dessus de la moyenne départementale (37,3 %). À l'inverse, le taux de personnes d'âge supérieur à 60 ans est de 22,0 % la même année, alors qu'il est de 23,8 % au niveau départemental.
En 2018, la commune comptait 1 523 hommes pour 1 449 femmes, soit un taux de 51,24 % d'hommes, largement supérieur au taux départemental (48,58 %).
Les pyramides des âges de la commune et du département s'établissent comme suit.
| Hommes | Classe d’âge | Femmes |
| ------ | ------------ | ------ |
| 0,3    | 90 ou +      | 0,8    |
| 3,7    | 75-89 ans    | 5,8    |
| 16,3   | 60-74 ans    | 17,1   |
| 18,5   | 45-59 ans    | 16,6   |
| 22,7   | 30-44 ans    | 23,2   |
| 12,9   | 15-29 ans    | 13,1   |
| 25,7   | 0-14 ans     | 23,3   |

| Hommes | Classe d’âge | Femmes |
| ------ | ------------ | ------ |
| 0,6    | 90 ou +      | 1,8    |
| 6      | 75-89 ans    | 8,6    |
| 15,1   | 60-74 ans    | 16,4   |
| 19,4   | 45-59 ans    | 18,8   |
| 20,1   | 30-44 ans    | 19,3   |
| 19,2   | 15-29 ans    | 17,4   |
| 19,5   | 0-14 ans     | 17,6   |

## Patrimoine et culture locale

### Lieux et monuments
- Le château de l'Angle et le château de Lorieux : forteresses fondées vers le XIe siècle, rasées après les guerres de religion vers 1685. Il en reste aujourd'hui quelques pans de murs et un amas de pierres entourés de douves.
- Dolmen de la Barbière
- Dolmen de la Mariandais
- Menhir du Bois Hoël
- Le calvaire monumental, érigé en 1737 et restauré en 1896.
- la croix de la cure est composée de diverses roches métamorphiques.
- Le four à pain. Roche métamorphique et brique (1870)[28].

### Héraldique
| Blason | Blasonnement : Écartelé : au premier, d'hermine plain ; au deuxième, de gueules à la demie crosse d'or posée en pal ; au troisième, de sinople au dolmen d'argent ; au quatrième, échiqueté d'or et d'azur. Commentaires : L'hermine évoque le blasonnement « d'hermine plain » de la Bretagne, rappelant l'appartenance passée de la ville au duché de Bretagne ; la crosse évoque le prieuré d'Er à l'origine de la paroisse ; le dolmen représente le dolmen de La Barbière ; l'« échiqueté d'or et d'azur » reprend les armes de la vicomté de Donges. Blason conçu par Olivier Cruau et le Conseil municipal (délibération municipale en 1990), enregistré en 1990. |

### Divers
Selon le découpage de la région Bretagne fait par Erwan Vallerie, Crossac fait partie du pays traditionnel de la Brière et du pays historique du Pays Nantais.